# Plutonesthes melanoderes
Plutonesthes melanoderes är en skalbaggsart som beskrevs av Holzschuh 1995. Plutonesthes melanoderes ingår i släktet Plutonesthes och familjen långhorningar. Inga underarter finns listade i Catalogue of Life.